# نیکولای پانچف
نیکولای پانچف (انگلیسی: Nikolay Penchev؛ زادهٔ ۲۲ مهٔ ۱۹۹۲) یک بازیکن والیبال اهل بلغارستان عضو تیم ملی بلغارستان و تیم رسوویا ژشوف است.